# Đẩu Mẫu nguyên quân

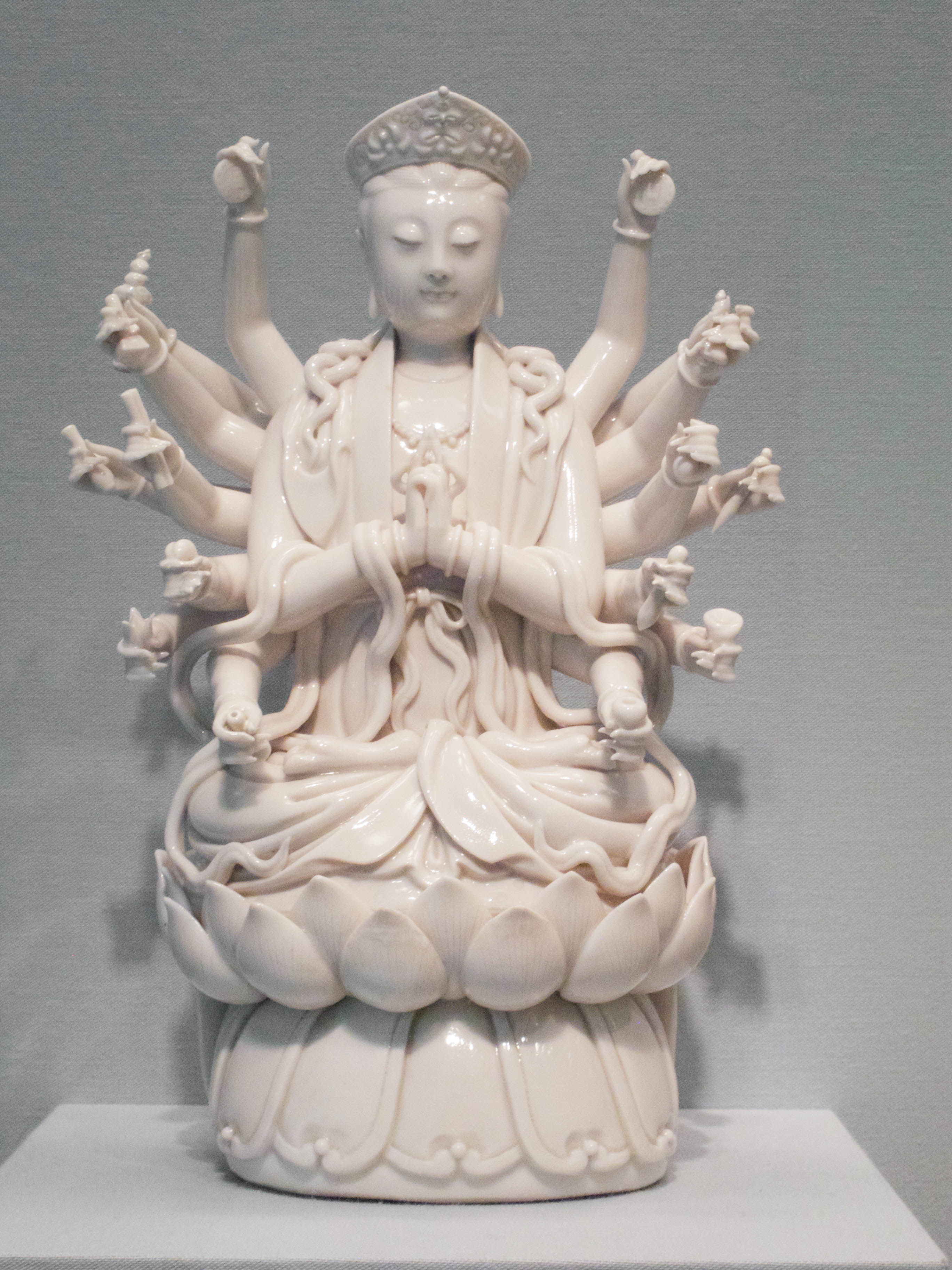
Tượng sứ Đẩu Mẫu thời nhà Thanh, có niên đại khoảng năm 1700–1800.

Đẩu Mẫu nguyên quân (tiếng Trung: 斗母元君), cũng thường được biết đến dưới tên Đấu Mỗ nguyên quân (tiếng Trung: 斗姆元君, trong đó "Mỗ" cũng có nghĩa là mẹ), là một nữ thần trong tín ngưỡng dân gian Trung Quốc và Đạo giáo. Bà được coi là mẹ của Cửu tinh thần (九皇神), bao gồm bảy ngôi sao trong chòm Bắc Đẩu, cùng với hai ngôi sao khác không thể quan sát được bằng mắt thường; những ngôi sao này được xem là hiện thân của Cửu hoàng đại đế (九皇大帝), bởi vậy bà cũng được gọi là Thiên Mẫu (天母). Trong một số truyền thuyết của Đạo giáo, bà còn được đồng nhất với Tây Vương Mẫu.

## Giáo lý tôn giáo

### Đạo giáo
Trong các giáo lý huyền bí của Đạo giáo, bà được xác định là tương đương với Kim Linh thánh mẫu, Cửu Thiên Huyền Nữ (九天玄女) và Tây Vương Mẫu (西王母), đại diện cho mẹ của "xích tử" (赤子) đạo, được tôn thờ tại trung tâm cơ thể con người. Điều này liên kết bà trực tiếp với các huyền thoại về sự ra đời và sự khởi đầu của Lão Tử và Hoàng Đế (mẹ của ông, Phù Bửu, đã mang thai ông sau khi bà nhìn thấy tia chớp phát ra từ, hoặc xoay quanh, chòm Bắc Đẩu), như đã được Cát Hồng (283-343) xác nhận.

### Phật giáo
Trong các truyền thống Kim cương thừa của Phật giáo Trung Quốc, Đẩu Mẫu đã được đồng nhất với Bồ tát Marici ít nhất từ triều đại nhà Đường. Marici cũng được miêu tả là mẹ của con đường và Bắc Đẩu, ở trung tâm của cõi trời nguyên thủy của Brahma. Chiếc xe của Marici được kéo bởi bảy con lợn. Kinh chú được sử dụng trong kinh điển Đạo giáo dành cho Đẩu Mẫu giống như một trong những dharani dài hơn của Phật giáo dành cho Marici, nhưng có thêm tám câu thơ bằng tiếng Hán ở đầu để ca ngợi bà.